# Telmatobius contrerasi
Telmatobius contrerasi là một loài ếch thuộc họ Leptodactylidae.
Đây là loài đặc hữu của Argentina.
Môi trường sống tự nhiên của chúng là sông ngòi.
Chúng hiện đang bị đe dọa vì mất môi trường sống.